# Хомутов, Иван Павлович
Иван Павлович Хомутов (род. 11 марта 1985, Саратов) — российский хоккеист, нападающий.

## Биография
Воспитанник «Кристалла» Электросталь, играл за команды московского «Динамо» 1984—1985 г. р. (1999—2001). В первенстве России начинал играть в командах первой лиги ХК ЦСКА-2 (2001/02) и ЦСКА-2 (2002/03). В высшей лиге также выступал за «Элемаш» Электросталь.
На драфте НХЛ 2003 года был выбран в 3-м раунде под общим 93-м номером клубом «Нью-Джерси Девилз». Играл в низших североамериканских лигах за команды Лондон Найтс OHL, 2003/04), «Олбани Ривер Рэтс» (AHL, 2004/05 — 2005/06), «Лоуэлл Девилз» (AHL, 2006/07 — 2007/08), «Трентон Тайтанс» (ECHL, 2006/07).
Выступал в КХЛ за ЦСКА (2008/09), «Автомобилист» Екатеринбург (2009/10). Играл за команды «Молот-Прикамье» и «Крылья столицы» (2009/10), в ВХЛ — за «Кристалл» Саратов (2010/11), «Лада» Тольятти (2011/12).
Выступал в чемпионате Украины за клубы «Компаньон» (2011/12 — 2012/13) и «Беркут» (2012/13). Чемпион Венгрии 2013/14 в составе команды «Дунауйвароши Ацельбикак».